# Конституція Іспанії

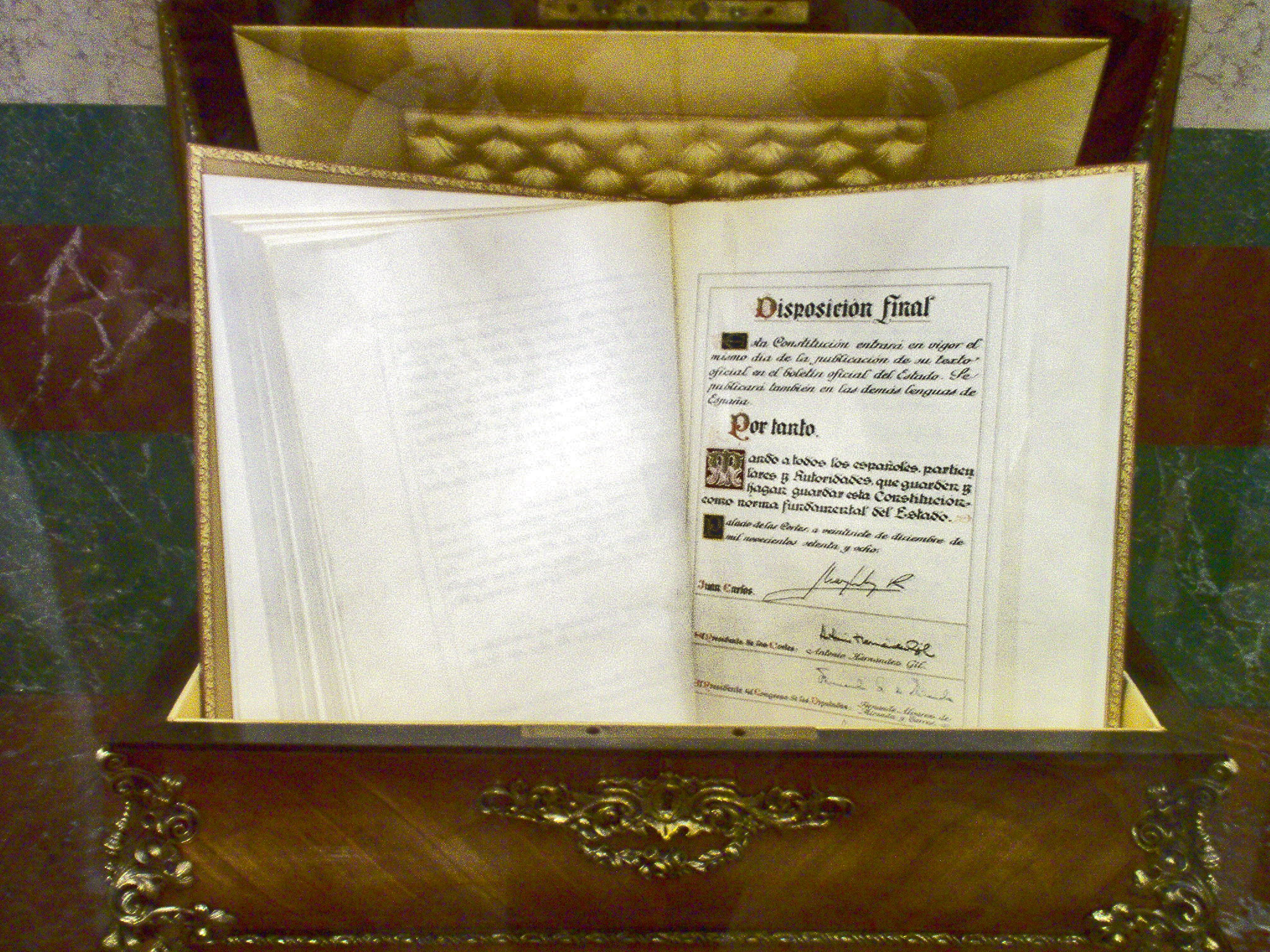
Офіційний примірник Конституції 1978 р., відкритий на останній сторінці з підписами Хуана Карлоса I та представників Кортесів

Нині чинна Конституція Іспанії (ісп. Constitución española) прийнята на референдумі, який відбувся 6 грудня 1978 року.

## Створення
15 грудня 1976 року з ініціативи короля Хуана Карлоса I який вступив на престол після смерті Франциско Франко був прийнятий Закон про політичну реформу в Іспанії, що поклав кінець політичній системі франкізму і дав початок діяльності Установчих Кортесів, яка завершилася прийняттям нової Конституції.
Установчі Кортеси були обрані 15 червня 1977 року і складалися з двох палат: Конгресу Депутатів та Сенату. Кортеси обрали багатопартійну Конституційну комісію. На основі прийняття 3100 поправок до початкового тексту, був складений другий варіант проєкту, прийнятий потім обома палатами та затверджений на референдумі.
На загальнонаціональному референдумі 6 грудня 1978 року іспанці затвердили Конституцію. Цей день святкується як День Конституції Іспанії.

## Зміст
Конституція 1978 року була позитивно прийнята більшістю населення Іспанії та багато в чому аналогічна конституціям інших західних країн. Вона проголошує основні права людини, суспільні свободи, принцип поділу влади, народного суверенітету та оголошує Іспанію соціальною, демократичною, правовою державою, з політичним ладом у формі парламентської монархії. Конституція 1978 надала широкі права автономним областям. Передбачена процедура конституційного контролю, заснована Конституційним судом Іспанії, який вирішує у тому числі і проблеми розмежування повноважень між центром та регіонами.

## Поправки
Зі створенням Європейського союзу Генеральні Кортеси внесли зміни до ст. 13.2, дозволивши кожному громадянинові Союзу, проживає в Іспанії, брати участь у місцевих муніципальних виборах, відповідно до положень Маастрихтського договору.